# Golden Globe Awards 1949
Die sechste Verleihung der Golden Globe Awards fand am 19. März 1949 statt. Dabei kam zum ersten Mal zu einem Unentschieden beim Auszählen der Stimmen, nämlich in der Kategorie Bester Film

## Preisträger

### Bester Film
Der Schatz der Sierra Madre (The Treasure of the Sierra Madre) – Regie: John Huston

Schweigende Lippen (Johnny Belinda) – Regie: Jean Negulesco

### Bester Film zur Förderung der Völkerverständigung
Die Gezeichneten (The Search) – Regie: Fred Zinnemann

### Beste Regie
John Huston – Der Schatz der Sierra Madre (The Treasure of the Sierra Madre)

### Bester Hauptdarsteller
Laurence Olivier – Hamlet

### Beste Hauptdarstellerin
Jane Wyman – Schweigende Lippen (Johnny Belinda)

### Bester Nebendarsteller
Walter Huston – Der Schatz der Sierra Madre (The Treasure of the Sierra Madre)

### Beste Nebendarstellerin
Ellen Corby – Geheimnis der Mutter (I Remember Mama)

### Bester Jungdarsteller
Ivan Jandl – Die Gezeichneten (The Search)

### Bestes Drehbuch
Richard Schweizer – Die Gezeichneten (The Search)

### Beste Kamera
Gabriel Figueroa – Mexikanische Romanze (La perla)

### Beste Filmmusik
Brian Easdale – Die roten Schuhe (The Red Shoes)